# Holocystis (corail)
Genre
Espèces de rang inférieur
- † Holocystis bukowinensis Volz, 1903
- † Holocystis dupini d'Orbigny, 1850 (syn. Tetracoenia dupiniana)
- † Holocystis elegans Lonsdale, 1849 (syn. Cyathophora elegans)
- † Holocystis nomikosi Löser, 2006

Holocystis est un genre éteint de coraux durs de la famille également éteinte des Cyathophoridae et de l'ordre des Scleractinia.
Les différentes espèces se retrouvent dans des terrains du Crétacé avec une répartition mondiale. L'espèce H. elegans provient de terrains crétacés du Mexique, d'Espagne et du Royaume Uni.